# Omar Cummings
Omar Cummings (ur. 13 lipca 1982 w Old Harbour) – jamajski piłkarz występujący na pozycji napastnika. Zawodnik klubu FC Cincinnati.

## Kariera klubowa
Cummings karierę rozpoczynał w 2002 roku w klubie Rivoli United. W 2003 roku został studentem amerykańskiej uczelni Cincinnati State Technical and Community College i rozpoczął grę w tamtejszej drużynie piłkarskiej - Cincinnati STCC Surge. W latach 2005–2006 grał natomiast w ekipie Cincinnati Bearcats z uczelni University of Cincinnati.
W 2007 roku poprzez MLS SuperDraft Cummings trafił do Colorado Rapids z MLS. W tych rozgrywkach zadebiutował 2 czerwca 2007 roku w przegranym 1:2 pojedynku z Toronto FC. 17 sierpnia 2007 roku w wygranym 3:0 spotkaniu z New England Revolution strzelił pierwszego gola w MLS. W 2010 roku zdobył z zespołem MLS Cup.
W grudniu 2012 roku podpisał kontrakt z Houston Dynamo. W marcu 2015 został zawodnikiem San Antonio Scorpions. W 2016 roku odszedł do FC Cincinnati.

## Kariera reprezentacyjna
W reprezentacji Jamajki Cummings zadebiutował w 2008 roku. 9 listopada 2008 roku w wygranym 2:0 towarzyskim meczu z Kajmanami strzelił pierwszego gola w drużynie narodowej.
W 2009 roku został powołany do kadry na Złoty Puchar CONCACAF. Zagrał na nim w pojedynkach z Kanadą (0:1), Kostaryką (0:1) i Salwadorem (1:0). W spotkaniu z Salwadorem zdobył także bramkę. Jamajka zakończyła tamten turniej na fazie grupowej.